# Ernst Bauer (Maler)
Ernst Bauer (* 7. April 1921 in Oberlind; † 21. Oktober 1967) war ein deutscher Maler und Graphiker.

## Leben und Karriere
Er besuchte in Neustadt bei Coburg die Volksschule und erlernte dann in Coburg das Maler- und Lackiererhandwerk bei der Karosseriefabrik N. Trutz. Während seiner Berufsschulzeit fand er in dem Coburger Friedemann Lysek einen ausgezeichneten Maler, bei dem er sich weiterbilden konnte. Den Zweiten Weltkrieg erlebte er als Soldat in Frankreich und an der Ostfront. Eine Verwundung erforderte 1942 einen Aufenthalt im Lazarett in Plauen, wo er auch seine Frau Hannelore geb. Dietrich kennenlernte, die er 1943 heiratete. 1947 kehrte er nach Neustadt zurück. Ab 1948 studierte er an der Akademie der Bildenden Künste Nürnberg. Bekannt wurde er vor allem durch seine großflächigen Wandbilder, die Geschäfts- und Privathäuser wie auch öffentliche Gebäude zier(t)en. Die Kunstsammlungen der Veste Coburg erwarben mehrere seiner Filzstiftzeichnungen, Temperabilder und Aquarelle. Als freischaffender Künstler war Ernst Bauer für die Firma Siemens und die Spielwarenindustrie in Neustadt tätig.

## Werke
- Wandbilder in der Berufsschule, dem Rot-Kreuz-Heim, dem Feuerwehrhaus, der Schule am Moos und dem Arnold-Gymnasium in Neustadt
- Wandbilder in den Schulen der heutigen Neustadter Stadtteile Wildenheid, Ketschenbach und Haarbrücken
- Wandbilder in Rödental, Bad Rodach, Lautertal (Volksschule), Rentweinsdorf bei Ebern
- Wandbilder im Neubau des Gymnasiums Casimirianum und im Gymnastiksaal des Alexandrinums in Coburg
- Keramik-Mosaik am Sparkassengebäude Eisfelder Straße in Neustadt
- Kinderfestwägen
- Schützenscheiben